# Dragan Đilas
Dragan Đilas (en serbio: Драган Ђилас, n. Belgrado, 22 de febrero de 1967) es un político y empresario serbio que fue alcalde de Belgrado de 2008 a 2013.

## Carrera política
Como miembro del Partido Democráta, fue alcalde de Belgrado de 2008 a 2013 y ministro sin cartera a cargo del Plan Nacional de Inversiones en el Gobierno de Serbia durante 2007 y 2008, y anteriormente director de la Oficina Nacional del Presidente en el periodo de 2004 a 2007.
Del 25 de noviembre de 2012 al 21 de mayo de 2014, fue presidente del Partido Demócrata.
En 2019 fundó el Partido de la Libertad y la Justicia y fue elegido su primer presidente.